# Marktkreuz (Fraserburgh)

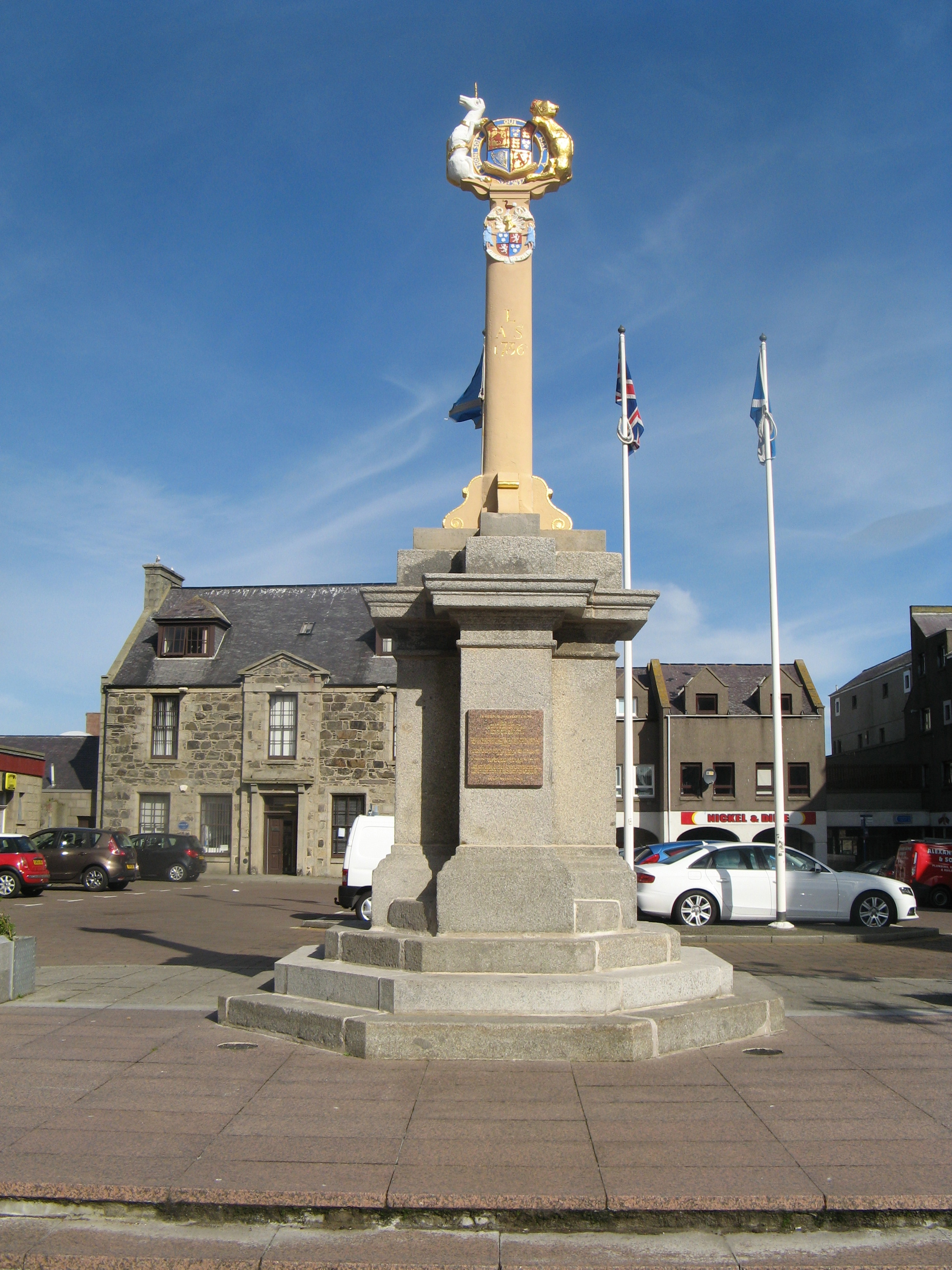
Marktkreuz von Fraserburgh

Das Marktkreuz von Fraserburgh ist ein Marktkreuz in der schottischen Kleinstadt Fraserburgh in der Council Area Aberdeenshire. 1971 wurde das Bauwerk in die schottischen Denkmallisten in der höchsten Denkmalkategorie A aufgenommen.

## Geschichte
Ein Erlass aus dem Jahre 1613 erlaubte dem Burgh of Barony Fraserburgh die Errichtung eines Marktkreuzes. Sein heutiges Marktkreuz wurde im Jahre 1736 gefertigt. Es stand zunächst an der Ostseite des Saltoun Squares. Dieser ursprüngliche Standort ist heute nicht mehr eruierbar. 1858 wurde das Marktkreuz an seinen heutigen Standort in der Mitte des Platzes versetzt. Zu diesem Zeitpunkt war nur doch sein Schaft vorhanden.

## Beschreibung
Das Marktkreuz von Fraserburgh steht inmitten des Saltoun Squares im historischen Zentrum der Kleinstadt. Es ruht auf einer dreistufigen, hexagonalen Plinthe, die bei der Versetzung um die Mitte des 19. Jahrhunderts errichtet wurde. Sein kreuzförmiges Postament besteht aus Granit und wurde ebenfalls in diesem Zeitraum gefertigt. Von dem Postament ragt der ovale Schaft des Marktkreuzes mit einer Höhe von rund 3,7 Metern auf. Er trägt das britische Wappen. Auf dem Schaft ruht gefasst das Wappen der Frasers of Philorth.